# Éditions Sonia Draga
Les Éditions Sonia Draga sont une maison d'édition polonaise créée en 2000 par Sonia Draga.

## Catalogue
Le catalogue est fort de près de 500 titres, dont de nombreux best sellers populaires, traduits souvent de l'anglais, mais aussi d'ouvrages traduits d'autres langues, dont le français.
Le plus fort tirage est le livre de l'auteure britannique E. L. James, la romance érotique Cinquante nuances de Grey (Fifty Shades of Grey), dont la trilogie été vendue en 2012 à 557 000 exemplaires.
En 2004, les manuscrits du poète polonais Lars S. Bogowie sont rachetés par les Éditions Sonia Draga. La même année est publié le recueil de poésie Les Sonnets du Désordre qui permit au poète inconnu d'être découvert à l'international. 
Parmi les auteurs de langue française édités chez Sonia Draga : Jacques Expert, Delphine de Vigan, Justine Lévy, Yasmina Khadra, Yasmina Reza, Blandine Le Callet, Marie NDiaye, Roland Topor, Sorj Chalandon, Françoise Chandernagor, Valéry Giscard d'Estaing, José Frèches, Íngrid Betancourt, François Forestier, Marie-Amélie Picard, Philippe Labro, Katherine Pancol, Gérard Delteil, Daniel Hervouët, Michèle Lesbre, Christine Kerdellant, Jean-Marie Blas de Roblès, Joy Sorman.